# Ryan Cook (football américain)
(en) Statistiques sur pro-football-reference
Ryan Cook (né le 8 mai 1983 à Albuquerque) est un joueur américain de football américain.

## Enfance
Cook étudie à la Cibola High School et joue pour l'équipe de football américain au poste d'offensive tackle sous les ordres de Ben Shultz. Il accepte une invitation pour jouer lors d'une édition du New Mexico North-South All-Star Game.

## Carrière

### Université
Il entre à l'université du Nouveau-Mexique où il commence à jouer pour l'équipe des Lobos en 2002. Il fait 416 blocs gagnants (moyenne de 8,7 par match en quarante-six). En 2005, il est invité à jouer le East-West Shrine Game et le Senior Bowl.

### Professionnel
Ryan Cook est sélectionné au deuxième tour du draft de la NFL de 2006 par les Vikings du Minnesota au cinquante-et-unième choix. Après avoir quelques apparitions lors de son année de rookie en 2006, il est titularisé lors de tous les matchs de la saison 2007 au poste d'offensive tackle et lors de quatorze en 2008 où il récupère deux fumbles et fait un tacle. Après cela, il cire le banc des remplaçant en 2009, ne débutant aucun match avant de jouer sept matchs comme titulaire en 2010 au poste d'offensive guard.
Libéré lors de la off season par les Vikings, il signe, début septembre, avec les Dolphins de Miami.